# Frédérique Fillon
Frédérique Fillon   est une joueuse de volley-ball  française née le 26 novembre 1977. Elle mesure 1,81 m et joue réceptionneuse-attaquante.

## Clubs
| Club                 | Pays   | De        | À         |
| -------------------- | ------ | --------- | --------- |
| Le Cannet-Rocheville | France | 2004-2005 | 2008-2009 |

## Palmarès
- Coupe de France 
  - Finaliste :  2008
- Coupe de la CEV
  - Finaliste :  2008
- Championnat de Nationale 1 
  - Vainqueur :  2005